# Kaédi
Kaédi je největší město a správní centrum regionu Gorgol v Mauritánii, nachází se na hranici se Senegalem. Nachází se přibližně 435 km od hlavního města Mauritánie, Nuakšottu. Má 49 tisíc obyvatel.